# دينيش كاوشيك
دينيش كاوشيك هو ممثل هندي، ولد في 27 مايو 1957 في الهند.

## وصلات خارجية
- دينيش كاوشيك على موقع IMDb (الإنجليزية)
- دينيش كاوشيك على موقع قاعدة بيانات الفيلم (الإنجليزية)